# Marie Barbara Bachová
Marie Barbara Bachová (30. října 1684 Gehren – pohřbena 7. července 1720 v Köthenu) byla první manželkou Johanna Sebastiana Bacha. Byla také jeho sestřenicí z druhého kolena (jejich dědové byli bratři).

## Život
Marie Barbara pocházela z městečka Gehren v dnešním Durynsku. Její otec Johann Michael Bach zde působil jako varhaník a městský písař. Otec zemřel už v roce 1694, po smrti matky v roce 1704 pak Marie Barbara i její dvě starší sestry žily u matčiných příbuzných v Arnstadtu. Zde se zřejmě seznámila se svým budoucím manželem a 17. října 1707 se s Johannem Sebastianem vzali v Dornheimu, malé vesničce u Arnstadtu.
Měli spolu celkem sedm dětí, dospělosti se dožily čtyři z nich:
- Catharina Dorothea (1708–1774)
- Wilhelm Friedemann (1710–1784)
- Johann Christoph (1713–1713)
- Maria Sophia (1713–1713), dvojče Johanna Christopha
- Carl Philipp Emanuel (1714–1788)
- Johann Gottfried Bernhard (1715–1739)
- Leopold Augustus (1718–1719)

Marie Barbara zemřela nečekaně v létě 1720. Johann Sebastian zrovna doprovázel svého zaměstnavatele, knížete Leopolda von Anhalt-Köthen, na dvouměsíčním pobytu v Karlových Varech a až po návratu domů zjistil, že jeho žena náhle onemocněla a zemřela. Příčina jejího úmrtí není známa.
V prosinci 1721 se Johann Sebastian Bach oženil s dcerou dvorního hudebníka Annou Magdalenou Wilckeovou, která se ujala výchovy dětí z prvního manželství a sama mu porodila ještě třináct dalších (dospělosti se jich dožilo šest).